# Paranoplium
Paranoplium is een kevergeslacht uit de familie van de boktorren (Cerambycidae). De wetenschappelijke naam van het geslacht werd voor het eerst geldig gepubliceerd in 1924 door Casey.

## Soorten
Paranoplium is monotypisch en omvat slechts de volgende soort:
- Paranoplium gracile (LeConte, 1881)